# Neusiedl am See
Neusiedl am See (húngaro: Nezsider; croata: Niuzalj) es una ciudad localizada en el Distrito de Neusiedl am See, estado de Burgenland, Austria. Se encuentra en la orilla noreste del Lago Neusiedl.

## Historia
La primera mención de "Sumbotheil" (en referencia a su derecho a tener mercados de los sábados) se remonta a 1209. En la mitad del siglo XIII, la ciudad fue destruida por los mongoles, y por el año 1282 bajo el nombre de "Niusidel" reasentados. En 1517 recibió los derechos de mercado. Neusiedl fue devastada en 1683 a raíz de la batalla de Kahlenberg y en 1708 por los Kuruc. Neusiedl am See recibió una carta de la ciudad en 1926, que ya había sido otorgada en 1824.
La ciudad pertenecía, al igual que el resto de Burgenland, a Hungría (dentro de la denominada "Hungría alemana occidental"). Tras el final de la Primera Guerra Mundial y después de duras negociaciones, esta zona se integra en (Austria) en 1919 en virtud del Tratado de St. Germain y Trianon. El lugar pertenece desde 1921 al Estado recién fundado de Burgenland (véase también la historia de Burgenland).

## Geografía
Neusiedl am See se encuentra a 133 m s. n. m., en la orilla noreste del Lago Neusiedl, entre las estribaciones de las montañas del Leitha y la llanura de Parndorf. El término municipal comprende la localidad homónima y los viñedos de alrededor, así como las colinas Kalvarienberg y Taborberg. Así mismo, tiene un exclave ubicado entre las localidades de Weiden am See y Gols.

## Cultura

### Patrimonio histórico
- Parroquia de Neusiedl am See: de origen gótico y posteriormente barroquizada. El púlpito es del siglo XVII.
- Columna de la Trinidad
- Ruinas Tabor: ubicadas en la cima de la colina Taborberg. Edificio de función militar y vivienda noble.

## Economía e infraestructura

### Tráfico
- Carreteras: Neusiedl am See dispone de conexión con Viena a través de la autopista A4. Además, la salida hacia Neusiedl am See es el punto de enlace entre la Neusiedler Strasse (B51) y la Burgenland Strasse (B50). En 2007 se inauguró la conexión por autopista entre Neusield am See y Bratislava (A6).
- Bus: Neusield am See es el nodo de muchas líneas de bus ÖBB de la zona.
- Ferrocarril: Neusield am See dispone de estación de ferrocarril y una parada adicional (Neusiedl am See Bad).

- Datos: Q253760
- Multimedia: Neusiedl am See / Q253760

1. ↑  Worldpostalcodes.org, código postal n.º 7100.